# 구스타프 하이네만
구스타프 발터 하이네만(독일어: Gustav Walter Heinemann, 1899년 7월 23일 ~ 1976년 7월 7일)은 독일의 제3대 대통령(1969~74)이다. 그는 에센 시장(1946~49), 내무장관(1949~50), 법무장관(1966~69)을 지내기도 하였다.
1969년 7월 1일에서 1974년 6월 30일까지 서독 대통령 재임하였는데, 해당 서독 대통령 재임 시절이던 1970년 12월 29일에서 1971년 2월 21일까지 빌리 브란트 서독 총리가 잠시 두 달 간 서독 실권을 맡았었다.

## 어린 시절과 전문적 경력
프로이센 왕국의 슈벨름에서 태어났다. 1917년 학교를 끝마치고 군인이 되어 제1차 세계대전에 종군하였으나, 갑자기 병을 심하게 걸리면서 그로 인해 전선에 나가지 못하였다.
1918년부터 뮌스터, 마르부르크, 뮌헨, 괴팅겐, 베를린의 대학교들에서 법학, 경제학, 역사학을 전공하여 1922년 나왔고, 1926년에 정치학 석사 과정을 통과하였다. 1922년에 철학박사 학위, 1929년에는 법학박사 학위를 취득하였다.
경력의 시작에서 하이네만은 에센에서 명성있는 사무 변호사의 상사에 가입하였다. 1929년에 의료적 전문의 법적 의문에 관한 책을 발간하였고, 1929년부터 1949년까지 에센에 있는 라이니쉬 슈탈베르케(Rheinische Stahlwerke)에 법적 조언자로 일하다가, 1936년부터 1949년까지 그 관리자들 중의 하나가 되었다.
1933년부터 1939년까지 쾰른 대학교의 법학대학원에서 강사를 지냈다.

## 정치 생활
학생으로서 하이네만은 바이마르 공화국을 강하게 후원한 자유적 독일 민주당의 학생 기구에 소속되었다. 1920년 뮌헨에서 히틀러의 연설을 듣고 히틀러의 유대인에 대항하는 비난의 연설을 방해한 후 교실을 떠나야 했다.
1930년 하이네만은 기독교 사회 국민 봉사 단체에 가입하였으나 1933년에서 사회민주당을 뽑았다.
제2차 세계대전 후, 영국의 권위자들이 하이네만을 에센의 시장으로 임명하여 1946년에 선출되었다. 그는 노르트라인베스트팔렌주의 기독교 민주연합 창설자들 중의 하나였다. 노르트라인베스트팔렌 주의회 의원(1947~50)으로 있다가, 주정부의 기독교 민주연합 총리 카를 아르놀트 정부의 법무장관(1947~48)을 지냈다.
콘라트 아데나워가 신생 독일 연방 공화국의 첫 총리가 되었을 때, 정부의 기독교 민주연합에 개신교 대표들을 원하였다. 하이네만은 아데나워 내각의 내무장관이 되는 것을 동의하였다. 1년 후에 서유럽 군사에 독일의 참석을 비밀적으로 마련한 것이 알려지자 하이네만은 정부에서 사임하였다. 그는 연방 공화국에서 여러 가지 군대의 정렬이 통일의 기회를 줄이고 전애의 위험을 늘인다는 것을 확신시켰다.
하이네만은 기독교 민주연합을 떠나 1952년 자신의 정당 모든 독일인의 당(GVP)를 설립하였다. 당원들은 재통일에 목표를 두어 독일을 동서진영에서 중립국으로 놓으면서 소비에트 연방과 협상을 주창하였다. 따라서 하이네만은 자신의 당을 해산하였고 사회민주당에 입당하였다. 그는 사회적 마음을 지닌 개신교도들과 국가의 산업 구역들에 사는 중산 국민들을 위해 사민당이 "국민의 정당"을 여는 데 도움을 주었다.
1950년 10월 다시 변호사 생활로 돌아갔다. 법정에서 우세하게 정치적, 종교적 소수들을 대표하였고, 또한 동독에 있는 포로들의 석방을 위해 일하기도 하였다.
사회민주당의 하원으로서 하이네만은 서독의 육군을 위해 원자무기 취득에 관한 아데나워의 계획에 대항하였다. 쿠르트 게오르크 키징거 총리(기민련)과 외무장관 빌리 브란트(사민당)의 합동 정부에서 법무장관(1966~69)이 되었다. 그는 특히 형법에서 자유개혁의 수를 일으켰다.

## 대통령 재임

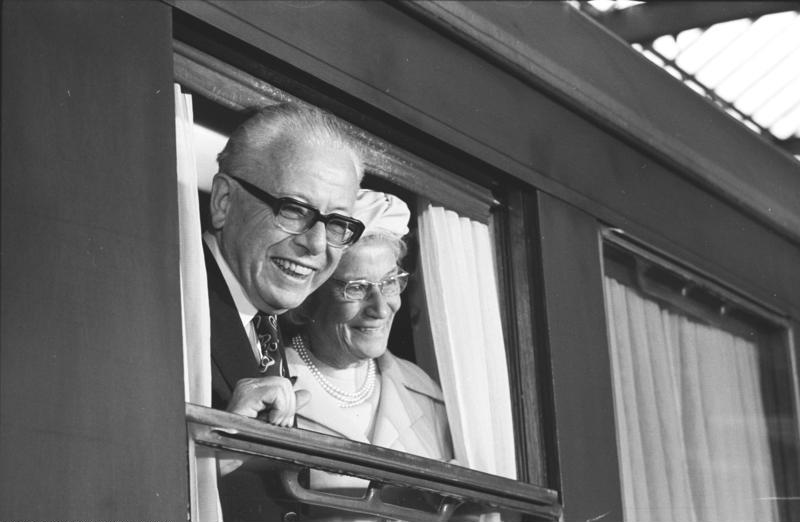
쾰른역에서 작별하는 하이네만 부부

1969년 3월에 하이네만은 독일 연방 공화국의 3대 대통령에 선출되었다. 자유민주당 사절단 대부분의 도움으로 선출되면서, 그의 선거는 일반적으로 사회민주당과 앞날의 합동(1969년 10월부터 1982년 10월의 사민-자민 합동)을 중대시하며 자유민주당의 방향전환의 징후로서 이해되었다.
기자회견에서 하이네만은 "국가의 대통령"이라보다 "시민들의 대통령"이 되길 원하였다고 말했다. 그는 대통령의 새해 환영회에 평범한 시민들을 초대하는 관례를 설립하였고, 그의 연설에서 독일인들에게 복종의 영혼을 권위로 정복하여 그들의 민주적 권리의 이용과 법률의 규칙과 사회 정의를 지키는 용기를 주었다.
그는 주로 제2차 세계대전 동안에 독일군에게 점령된 나라들을 방문하였고, 사회-자유 정부의 동구권과 재합동 정책을 후원하였다. 그는 환경 문제는 물론 논쟁과 평화의 자연을 연구하는 진흥에 앞장서기도 하였다.
1974년 자신의 나이와 허약한 건강으로 인하여 다시는 재선에 나가지 않겠다고 말하며 사임하였다. 1976년 7월 7일 에센에서 사망하였다.
구스타프 하이네만 평화상은 세계 평화의 원인에 흥행하는 어린이들과 젊은이들의 책들을 위해 매년 수여되는 상이다.

## 역대 선거 결과
| 선거명      | 직책명        | 대수 | 정당            | 1차 득표율 | 1차 득표수 | 2차 득표율 | 2차 득표수 | 3차 득표율 | 3차 득표수 | 결과 | 당락 |
| ----------- | ------------- | ---- | --------------- | ---------- | ---------- | ---------- | ---------- | ---------- | ---------- | ---- | ---- |
| 1969년 선거 | 독일의 대통령 | 3대  | 독일 사회민주당 | 49.6%      | 514표      | 49.3%      | 511표      | 49.4%      | 512표      | 1위  |      |